# Ван дер Нисин, Давид
Давыд Филиппович Фандернисин (ван дер Нисин, или Низин; погиб 3 августа 1678) — генерал-майор русской службы, участник русско-польской войны 1654-67 и русско-турецкой войны 1672-81 годов.

## Биография
Очевидно, голландского происхождения. Дата прибытия на русскую военную службу не известна. Вероятно, его отцом был поручик Филипп Фандернисин, упоминаемый в Осадном списке 1618 года, а братом — Иван Филиппов сын Фандернисин, упоминаемый в 1620-е годы в полках нового строя.
Имя Давыда Филиппова сына Фандернисина впервые встречается в документах под 1632 годом с чином прапорщика. С начала 60-х годов командовал рейтарским полком в войне против Речи Посполитой. В 1672-73 годах направлен в Сибирь искать серебряные руды, позже вернулся на юг России.
В Чигиринском походе 1678 года командовал конницей в составе «генеральского» полка В. А. Змеева. Погиб 3 августа 1678 года в столкновении на р. Тясьмине.
П. Гордон записал в своем дневнике: «[Русские] конники из резерва правого фланга уже поднялись на холм между батальонами пехоты и развернулись на вершине, чтобы ударить на турок. Но при первой же атаке они были отброшены назад к пехоте, потеряв генерал-майора фон дер Низина, который был покинут своим региментом и пронзён копьём».